# هنري إيفز كوب جونيور
هنري إيفز كوب جونيور (بالإنجليزية: Henry Ives Cobb, Jr.)‏ هو فنان ومهندس معماري أمريكي، ولد في 24 مارس 1883، وتوفي في 1 أغسطس 1974.